# Morele (Izbica Kujawska)
Morele – część miasta Izbica Kujawska, położona na południowych peryferiach miasta, w rejonie ulicy Morelowej.